# Силицид рубидия
Силицид рубидия — бинарное неорганическое соединение
рубидия и кремния с формулой RbSi,
тёмные кристаллы,
самовоспламеняется на воздухе (со взрывом).

## Получение
- Реакция кремния с избытком расплавленного рубидия в атмосфере аргона (с последующей отгонкой непрореагировавшего рубидия в вакууме):

{\displaystyle {\mathsf {Rb+Si\ {\xrightarrow {600-650^{o}C}}\ RbSi}}}

## Физические свойства
Силицид рубидия образует тёмные блестящие кристаллы
кубической сингонии,
пространственная группа P 43m,
параметры ячейки a = 1,304 нм, Z = 32,
структура типа германида калия.
Самовоспламеняется на воздухе.